# Santa Flavia
Santa Flavia là một thành phố và cộng đồng (comune) thủ phủ tỉnh Palermo trong vùng Sicilia miền nam nước Ý.
Đô thị Santa Flavia có diện tích ki lô mét vuông, dân số thời điểm năm 31 tháng 5 năm 2005 là 10.139 người.
Đô thị Santa Flavia có các đơn vị dân cư (frazioni) sau:
Các đô thị giáp ranh: 